# Wapen van Skarsterlân

Het wapen van Skarsterlân

Het wapen van Skarsterlân werd op 1 maart 1985 per Koninklijk Besluit door de Hoge Raad van Adel aan de Friese gemeente Skarsterlân toegekend. Vanaf 2014 is het wapen niet langer als gemeentewapen in gebruik omdat de gemeente Skarsterlân opging in de gemeente De Friese Meren. In het wapen van Skarsterlân werd in het bovenste deel het haasje in andere kleuren uit het wapen van Haskerland opgenomen. In het onderste deel is het wapen van Doniawerstal opgenomen.

In het wapen van De Friese Meren keren de elementen het haasje en de rijksappel terug.

## Blazoenering
De blazoenering van het wapen luidt als volgt:
Doorsneden; I in azuur een springende haas van goud; II in goud een rechterarm van natuurlijke kleur, gekleed van keel, komende uit de rechter schildrand en houdende een omgekeerde rijksappel van azuur met een breedarmig kruis van sabel, dat tussen de vingers doorsteekt. Het schild gedekt met een gouden kroon van drie bladeren en twee maal drie parels.
In de heraldiek wordt het wapen beschreven van achter het schild, waardoor links en rechts voor de toeschouwer verwisseld zijn.

## Verklaring
In het wapen van Skarsterlân zijn de wapens samengevoegd van Doniawerstal en Haskerland, laatstgenoemde met andere kleuren. Hoewel Haskerland oorspronkelijk verwijst naar haske, een grassoort, wordt door de bevolking uitgegaan dat het van het Friese haske komt, dat haasje betekent. De herkomst van de rijksappel is niet duidelijk, maar men vermoedt dat het afkomstig is van het wapen van een grietman die over het gebied heeft geregeerd.

## Verwante wapens

Wapen van Haskerland
Wapen van Doniawerstal
Wapen van De Friese Meren